# Pizzo, Calabria
Pizzo este o comună din provincia Vibo Valentia, regiunea Calabria, Italia, cu o populație de 8.766 locuitori (1 ianuarie 2023) și o suprafață de 22,89 km².

## Demografie
Pizzo - evoluția demografică

|  | Graficele sunt indisponibile din cauza unor probleme tehnice. Mai multe informații se găsesc la Phabricator și la wiki-ul MediaWiki. |

Date: Recensăminte sau birourile de statistică - grafică realizată de Wikipedia

## Personalități
- Joachim Murat, (italiană Gioacchino Murat) (n. 25 martie 1767, Labastide-Fortunière, azi Labastide-Murat lângă Cahors în departamentul Lot — d. 13 octombrie 1815, Pizzo), rege al Regatului celor Două Sicilii din 1808 la 1815, soțul lui Caroline Bonaparte, sora cea mai mică a lui Napoleon Bonaparte.